# Africepheia
Africepheia is een spinnengeslacht uit de familie Synaphridae.

## Soorten
- Africepheia madagascariensis Miller, 2007